# 東京都立青山特別支援学校
東京都立青山特別支援学校（とうきょうとりつ あおやまとくべつしえんがっこう）は、東京都港区にある知的障害特別支援学校。小学部・中学部の2学部を設置している。
平成26年（2014年）、東京都立港特別支援学校の小中学部を引き継ぐ形で開校した。

## 概要
校服
- 中学部には、スクールカラーである常磐色（緑色）を基調とした標準服（ブレザー）とジャージが導入されている[1]。
- 標準服は、ネクタイを除き、主な進学先である都立港特別支援学校高等部と同様のデザインとなっている。

通学方法
- 児童・生徒は、スクールバスまたは公共交通機関を利用して通学する[2]。

## 理念
目指す学校
- 「地域でたくましく生きるために、児童・生徒の可能性を引き出し、伸ばす学校」

校章
- ハナミズキの花をモチーフにしたデザインで、児童・生徒一人ひとりを象徴し、夢や希望を表現している。

スクールカラー
- 常磐色（緑） と 朱鷺色（薄いピンク） である。これらの色は、港区の花木「ハナミズキ」をモチーフとしており、葉の色である常磐色と花の色である朱鷺色が採用されている。
- 常磐色は「力強さ」、朱鷺色は「優しさ」を象徴し、児童・生徒が「強い心」と「優しい心」を兼ね備えた人間へと成長することを願っている。また、「常磐」には永遠不朽の意味があり、「朱鷺」は日本を代表する鳥の一つである。国際都市・東京に位置する学校として、教育活動を通じて地域との架け橋となり、多くの人々に勇気や希望を与えられる存在を目指している。

校歌
- 作詞：澤 一　作曲：大木 豊

## 沿革
- 平成19年11月（2007年11月）
  - 東京都教育委員会が「東京都特別支援教育推進計画第二次実施計画」を策定。旧都立赤坂高等学校跡地に、港地区第二特別支援学校（仮称）の設置を計画。
- 平成21年3月（2009年3月）
  - 東京都立港地区第二特別支援学校（仮称）の基本計画検討委員会報告が公表。
- 平成25年4月（2013年4月）
  - 東京都立港地区第二特別支援学校（仮称）の開設準備担当校長に黒澤一慶が発令。開設準備担当副校長1名、主任教諭1名が発令され、開設準備室を東京都立港特別支援学校内に設置。
- 平成25年10月（2013年10月）
  - 東京都立青山特別支援学校設置のため、東京都立学校設置条例の一部改正（東京都条例第117号）が公布。新校の設置が決定し、同日、初代校長に黒澤一慶が就任。
- 平成25年12月（2013年12月）
  - 校章が制定される。
- 平成26年1月（2014年1月）
  - 校歌が決定。
- 平成26年4月（2014年4月）
  - 東京都立青山特別支援学校が開校。教員47名、行政8名、合計55名の教職員が就任し、スクールバス4台が配車される。開校式と第1学期始業式を実施し、第1回入学式が挙行される。
  - 初年度の児童・生徒数は、小学部54名（16学級）、中学部38名（9学級）の計92名（25学級）であった[3]。
- 平成26年7月（2014年7月）
  - 校舎が竣工（港区南青山2丁目33番77号）。
- 平成26年8月（2014年8月）
  - 校舎に移転。
- 平成26年11月（2014年11月）
  - 開校・落成記念式典が挙行される。
- 平成27年3月（2015年3月）
  - 第1回卒業式が挙行される。
- 平成27年4月（2015年4月）
  - 都立特別支援学校における芸術教育推進事業研究指定校となる。
- 平成28年4月（2016年4月）
  - 都立特別支援学校における芸術教育推進事業研究指定校。
- 平成29年4月（2017年4月）
  - 第2代校長に米谷一雄が就任。都立特別支援学校における社会的貢献活動モデル事業実施指定校となり、医療的ケア先行実施指定校にも指定される。
- 平成30年4月（2018年4月）
  - 都立特別支援学校におけるスポーツ教育推進事業指定校となる。
- 令和元年（2019年）
  - 児童・生徒数は、小学部95名、中学部33名の計128名（29学級）[4]。
- 令和2年4月（2020年4月）
  - 第3代校長に吉井徹が就任。
- 令和4年4月（2022年4月）
  - 第4代校長に井上一仁が就任。
- 令和6年2月8日（2024年2月8日）
  - 創立10周年記念式典が開催される[5]。
- 令和6年4月（2024年4月）
  - 第5代校長に中澤将人が就任。

## 児童・生徒数
|        | 2024年度（令和6年度） | 2025年度（令和7年度） |
| ------ | --------------------- | --------------------- |
| 小学部 | 108人（24学級）       | 121人（29学級）       |
| 中学部 | 60人（12学級）        | 60人（12学級）        |
| 合計   | 168人（36学級）       | 181人（41学級）       |

## 通学区域
- 港区
  - 麻布狸穴町、麻布永坂町、南麻布、元麻布、西麻布、六本木、麻布台、麻布十番、東麻布、虎ノ門二・四・五丁目、赤坂、元赤坂、南青山、北青山
- 渋谷区
  - 鶯谷町、宇田川町、恵比寿、恵比寿西、恵比寿南、神山町、桜丘町、猿楽町、渋谷、松涛、神宮前、神泉町、神南、千駄ヶ谷、代官山町、道玄坂、富ヶ谷一丁目、南平台町、鉢山町、東、広尾、円山町、代々木、代々木神園町
- 千代田区
  - 飯田橋、富士見、九段北、九段南二・三・四丁目、一番町、二番町、三番町二、四番町、五番町、六番町、麹町、隼町、平河町、紀尾井町、永田町、霞が関二・三丁目、内神田、大手町、神田淡路町、神田小川町、神田鍛冶町、神田神保町、神田多町、神田駿河台、神田須田町一、神田司町、神田錦町、神田美土代町、北の丸公園、九段南一丁目、皇居外苑、神田猿楽町、外神田、千代田、西神田、一ツ橋、神田三崎町
- 目黒区
  - 駒場、大橋、青葉台、上目黒、五本木、鷹番二・三丁目、中央町、中町、中目黒、東山、三田、目黒、祐天寺
- 品川区
  - 上大崎二丁目[7]

## 主な進学先
- 東京都立港特別支援学校（高等部）

## アクセス
- 都営地下鉄大江戸線、東京メトロ銀座線・半蔵門線 「青山一丁目駅」5番出口から徒歩7分
- 東京メトロ銀座線「外苑前駅」4a・4b出口から徒歩7分
- 東京メトロ千代田線「乃木坂駅」出口から徒歩7分